# 6442 Salzburg
6442 Salzburg eller 1988 RU3 är en asteroid i huvudbältet som upptäcktes den 8 september 1988 av den tyske astronomen Freimut Börngen vid Tautenburg-observatoriet. Den har fått sitt namn efter den österrikiska delstaten Land Salzburg.